# Menya
Menya ist eine Papuasprache, die im Menyamya District der Morobe Province im Südosten von Papua-Neuguinea gesprochen wird. Mit ca. 20000 Sprechern ist Menya die zweitgrößte Sprache der Angan-Sprachfamilie, die eine Untergruppe der Trans-Neuguinea-Sprachen (TNG) ist.

## Sprecher
Die Mehrheit der Menya Sprechenden lebt in Dörfern im Grasland von Papua-Neuguinea in einer Höhe von 1100 bis 1600 m. In den frühen 1930er Jahren erfolgte der erste Kontakt mit der Außenwelt, als Goldsucher aus dem Wau-Bulolo Tal in der östlichen Morobe-Provinz in den Menyamya District kamen. Durch den Bau einer Rollbahn im Jahr 1933, die allerdings erst ab 1950 regelmäßig genutzt wurde, und dem Bau der ersten Straße nach Bulolo im Jahr 1980, konnten den Menya Bildung und medizinische Versorgung zugänglich gemacht werden.
Für die meisten Menschen im Menyamya District ist Menya ihre Muttersprache, wobei die Verkehrssprache Tok Pisin, die 1950 zur Kommunikation mit staatlichen Institutionen und öffentlichen Einrichtungen eingeführt wurde, heutzutage von vielen als Zweitsprache gesprochen wird. Sonstiger Sprachkontakt mit anderen Sprachen der Angan Sprachfamilie oder den Nachbarsprachen im Ost-Neuguinea-Hochland ist nicht bekannt.

## Phonologie
Das phonologische Profil der Angan Sprachfamilie zeichnet sich durch eine hohe phonologische Komplexität aus, sowie durch die Verwendung von Nasalen im Silbenkern, Glottalstops und einer häufigen Labialisierung und Palatalisierung. Ebendiese Merkmale treten entsprechend auch in der Phonologie von Menya auf, ausgenommen der Artikulation von Glottalstops.

### Konsonanten
Das Phonologische Inventar von Menya beinhaltet 17 Konsonanten.
|                               | labial | dental | palatal | velar | uvular | glottal |
| nicht-prenasalisierte Plosive | p      | t̪      | tʃ      | k     | q      |         |
| prenasalisierte Plosive       | mb     | nd̪     | n̩dʑ     | n̩ɡ    | n̩q     |         |
| Nasal                         | m      | n̪      | ɲ       | ŋ     |        |         |
| Frikative                     |        |        |         |       |        | h       |
| Approximant                   | w      |        | j       |       |        |         |

Eine Auffälligkeit im Konsonantensystem von Menya ist das Fehlen von Frikativen, bis auf das glottale /h/. Foley äußert dazu die Ansicht, dass Frikative in Menya häufig als intervokalische Allophone der Plosive auftreten, deren Unterschied durch Stimmhaftigkeit ausgedrückt wird. Beispielsweise kann /ʧ/ meistens auch als [ʃ] realisiert werden und ein intervokalisches /q/ kann sowohl als [ʁ] oder [ɣ] gesprochen werden. Die Verwendung von Plosiven tritt im Menya am häufigsten auf (entsprechend dem Artikulationsort in der Reihenfolge uvulare > velare > bilabiale > dentale > sehr selten palatale).

### Vokale
Das Phonologische Inventar von Menya beinhaltet 6 Vokale.
|             | vorne | zentral | hinten |
| geschlossen | i     | ə       | u      |
| offen       | e     | ɑ       | o      |

Als Besonderheit im Menya gilt, dass in der Umgebung von /i/ (manchmal auch in der Umgebung von /e/) dentale Phoneme immer palatalisiert werden. Außerdem wird der Vokal /a/ in einem Präfix immer als /ə/ realisiert, wenn der nächste Vokal ebenfalls ein /a/ ist. Generell gilt im Menya: Folgen zwei Plosive aufeinander, wird dazwischen ein Vokal eingefügt. Allerdings folgen Nasale und Plosive ohne Vokaleinschub aufeinander.

## Wortklassen und Morphologie

### Nomen
Im Menya gibt es drei Arten von Nomen. Man unterscheidet einfache Nomen, welche als monomorphemische freie Formen auftreten und sich auf abstrakte oder konkrete Entitäten beziehen können.
| hikä  | dt. 'Stein'         |  | aŋä    | dt. 'Haus, Dorf, Ort' |
| kŋŋuä | dt. 'Gedanke'       |  | quuyqä | dt. 'Seele'           |
| Kapo  | (Name eines Dorfes) |  | Wapi   | (Name eines Flusses)  |

Aus den einfachen Nomen können auch komplexe Nomenstämme gebildet werden. Die Verwendung von Komposita, bei denen zwei einfache Nomenstämme zusammengeführt werden, und die Bildung von Nominalisierungen, bei denen an den Verbstamm das deverbalisierende Klitikon –qä angefügt wird, sind im Menya geläufig.
Beispiel für Komposita:
| yä   | + | quwqä | → | vaquwqä            |
| Baum | + | Blatt | → | Blatt eines Baumes |

Beispiel für Nominalisierung:
| Menya                           |  |  | ...kukŋuä                                                                               | tqä                                                                                     | iqua                                                                                    | moni                                                                                    | kmaipŋqänä                                                                              |
| Glossierungstranskription       |  |  | kukŋuä                                                                                  | t-qä                                                                                    | i=qu=a                                                                                  | moni                                                                                    | k-ma-i-p=ŋqä=nä                                                                         |
| Interlineare Morphemglossierung |  |  | reden                                                                                   | sprechen-DVZR                                                                           | jene=M=PL                                                                               | Geld                                                                                    | 2S-bekommen-BEN-23P/IRR=GOAL=FCS                                                        |
| Übersetzung                     |  |  | '...jene Preisrichter (lit. Reden-Sprecher) stellen sicher, dass du das Geld bekommst.' | '...jene Preisrichter (lit. Reden-Sprecher) stellen sicher, dass du das Geld bekommst.' | '...jene Preisrichter (lit. Reden-Sprecher) stellen sicher, dass du das Geld bekommst.' | '...jene Preisrichter (lit. Reden-Sprecher) stellen sicher, dass du das Geld bekommst.' | '...jene Preisrichter (lit. Reden-Sprecher) stellen sicher, dass du das Geld bekommst.' |

| DVZR | – | Deverbalisierer |
| M    | – | Maskulin        |
| PL   | – | Plural          |

| S   | – | Singular    |
| BEN | – | Benefizient |
| P   | – | Person      |

| IRR  | – | Irrealis |
| GOAL | – | Ziel     |
| FCS  | – | Fokus    |

Eine Besonderheit stellt die dritte Art der Nomen im Menya dar, die sogenannten „Kin Nouns“. Bei diesen Nomenstämmen handelt es sich um ein spezielles Morphem, das Verwandtschaftsbeziehungen ausdrückt. Die Nomenstämme der Kin Nouns tragen ein Präfix bezüglich der Person, die mit dem Referenten in Beziehung steht (Possessiv). Außerdem wird an den Verbstamm meistens zusätzlich ein Klitikon angefügt, welches in Person, Numerus und Genus mit dem Referenten kongruiert. Viele Kin-Nomen haben unterschiedliche Stämme entsprechend der Person des Possessivs. Für ein Possessiv in der ersten Person verwenden Sprecher des Menya oftmals einen anderen Nomenstamm, als für den Ausdruck eines Possessivs, welches sich auf die zweite oder dritte Person bezieht. So wird im Menya „mein/unser Vater“ mit dem Kin-Nomenstamm ap- gebildet, während für Possessiva in der zweiten und dritten Person n- als Nomenstamm für "Vater" verwendet wird. Je nachdem, welches Possessiv ausgedrückt werden soll, wird der Kin-Nomenstamm n- Träger des entsprechenden Präfixes. Da das Menya bereits durch den Nomenstamm ein Possessiv in der ersten Person kennzeichnet, findet das entsprechende Präfix meist nur selten Verwendung im Sprachgebrauch.
Präfixe für Kin-Nomen
|                    | Singular | Dual     | Plural   |
| mein/unser         | (n-)     | (n-)     | (n-)     |
| dein               | t-       | (qe-)    | (hi-)    |
| sein/ihr/ihr (pl.) | k- ~ ka- | k- ~ ka- | k- ~ ka- |

Klitika für Kin-Nomen
|          | Singular | Plural                   |
| männlich | =(i)qu   | =(iqu)kua ~ =äka ~ =uŋua |
| weiblich | =i(pa)   | =(ip)aqä                 |

Verwendung eines Kin-Nomen am Beispiel "Vater" ap- ~ -n-
|                  | mein/unser                               | dein (Singular)               | dein (Dual)                       | dein (Plural)                  | sein/ihr/ihr (pl.)                              |
| Singular "Vater" | apiqu ap=i=qu 'mein/unser Vater'         | tniqu t-n=i=qu 'dein Vater'   | qeniqu qe-n=i=qu 'dein'2 Vater'   | hiniqu hi-n=i=qu 'euer Vater'  | kaniqu ka-n=i=qu 'sein/ihr/ihr (pl.) Väter'     |
| Plural "Väter"   | ap(iq)ukua ap=u=kua 'meine/unsere Väter' | tnuŋua t-n=ŋu=a 'deine Väter' | qenuŋua qe-n=ŋu=a 'deine'2 Väter' | hinuŋua hi-n=ŋu=a 'eure Väter' | kanuŋua ka-n=ŋu=a 'seine/ihre/ihre (pl.) Väter' |

### Verben
Im Menya gibt es über 450 bekannte Verbstämme, die nicht isoliert im Satz stehen können. An den Verben des Menya zeigt sich deutlich die für Sprachen der Angan Sprachfamilie typische morphologische Komplexität. So kann jeder Verbstamm im Menya bis zu zwei Präfixe und bis zu sieben Suffixe tragen.
Eine Art der Präfixe am Verbstamm stellen jene dar, die zum Ausdruck von Polarität dienen. Hierbei verwendet man die Präfixe um Positivität (stark/schwach) und Negativität auszudrücken. Trägt ein Verbstamm das Polaritätspräfix für positiv/schwach ist dies im Menya einer neutralen Aussage gleichzusetzen.
Polaritätspräfixe
|         | stark | schwach |
| Positiv | ä-    | ~ h-    |
| Negativ | ma-   | ma-     |

Ein weiteres Präfix am Verbstamm wird bei transitiven Verben verwendet, um auf Person/Numerus der betroffenen belebten Entität zu referieren. Diesbezüglich unterscheidet man im Menya in erste, zweite und dritte Person, während der Numerus jeweils in Singular, Dual oder Plural ausgedrückt werden kann.
Präfixe für Person/Numerus bei transitiven Verben
|               | Singular | Dual | Plural |
| Erste Person  | n-       | ya-  | na-    |
| Zweite Person | k-       | qe-  | e-     |
| Dritte Person | w-~ø     | w-~ø | w-~ø   |

Verschiedenste Suffixe am Verbstamm dienen im Menya zum Ausdruck von Tempus, Modus, Aspekt, sowie Person/Numerus des Agens.
Suffixe für Tempus gibt es im Menya entsprechend den drei Zeitformen Gegenwart, Vergangenheit und ferne Vergangenheit. Das Suffix für die Gegenwart wird üblicherweise verwendet, wenn vom Sprecher keine explizite Zeit angegeben ist, während das der fernen Vergangenheit dazu dient, lange in der Vergangenheit liegende Ereignisse auszudrücken.
In jeder der drei Zeitformen verwendet man im Menya Suffixe, die zusätzlich entsprechend dem Aspekt (Perfektiv / Imperfektiv) verschiedene Formen ausweisen. Alle drei Zeitformen werden im Modus Realis gebraucht, während alle Aussagen, die sich auf die Zukunft beziehen, Unmöglichkeiten, Wünsche, Vermutungen oder Behauptungen ausdrücken, im Modus des Irrealis verwendet werden. Das Menya kennt kein spezielles Suffix um Futur zu bilden, stattdessen werden Aussagen über die Zukunft ausgedrückt, indem der Verbstamm das entsprechende Suffix des Irrealis sowie das Klitikon =ŋqä für Zielgerichtetheit trägt.

### Pronomen
Im Menya unterscheidet man Personal- und Demonstrativpronomen.
Die Personalpronomen unterscheiden drei Personen (1., 2. und 3. Person) und drei Numeri (singular, dual, plural).
|               | Singular | Dual | Plural |
| erste Person  | nyi      | ye   | ne     |
| zweite Person | si       | qe   | he     |
| dritte Person | ki       | (qe) | qu     |

Bei den Demonstrativpronomen handelt es sich eigentlich um Demonstrativstämme, die nicht isoliert stehen können. Die Ausnahmen bilden hierbei die beiden Demonstrativstämme tä und i, welche in isolierter Stellung so viel bedeuten wie „dieses“ und „jenes“. Wenn sich ein Demonstrativum auf einen Menschen bezieht, ist es im Menya erforderlich an die Demonstrativwurzel entsprechende Enklitika für Person/Numerus anzuhängen.
Demonstrativstämme
|         | nah | fern | uneindeutig | eindeutig |
| neutral | tä  | i    | hn-         | qä-       |
| eben    |     | n-   |             |           |
| drüber  |     | yä-  |             |           |
| drunter |     | m-   |             |           |

Klitika für Demonstrativstämme am Beispiel i
|           | männlich =qu    | weiblich =i ~ =u | respektvoll =pa | diminutiv =pu ~ =su |
| Singular  | iqu i=qu        | ii i=i           | ipa i=pa        | ipu i=pu            |
| Dual =aqu | iquaqu i=qu=aqu | iuaqu i=u=aqu    | ipequ i=pa=qu   | isuaqu i=su=aqu     |
| Plural =a | iqua i=qu=a     | iua i=u=a        | ipe i=pa=a      | isua i=su=a         |

Eine Besonderheit im Menya stellen die Kin-Pronomen dar, welche nur in Dual- oder Pluralform verwendet werden können. Die Kin-Pronomen drücken Verwandtschaftsbeziehungen für u. a. folgende Relationen aus: Ehemann / Ehefrau, Eltern / Kind, Vater / Sohn, Bruder / Schwester, Schwester / Schwester, Bruder / Bruder, Opa / Enkel, Großeltern / Enkelkinder, Mann / Schwiegereltern, Mann / Schwager. Kin-Pronomen gibt es im Menya nicht für jede Verwandtschaftsbeziehung, auch ist ihre Verwendung im Sprachgebrauch nicht obligatorisch. Geschlechtsneutrale Kin-Pronomen, wie z. B. jene für eine Eltern-Kind Beziehung oder die Verwandtschaft zwischen Großeltern und Enkelkindern, können nur gebraucht werden, wenn mindestens eine der involvierten Personen feminin ist.
Die Kin-Pronomen tragen, ebenso wie die Kin-Nomenstämme, ein Präfix entsprechend Person und Numerus des Possessivs, sowie ein Klitikon, welches auf Person und Numerus des Referenten referiert.

### Adjektive und Adverbien
Adjektive und Adverbien im Menya modifizieren, ebenso wie in anderen Sprachen, Nomen und Verben. Sie können durch entsprechende Suffixe intensiviert werden (z. B. –näŋä dt. "sehr"). Zusätzlich tragen die meisten Adverbien einen Fokusmarker =nä.

## Satzstruktur
Sprachtypologisch gilt Menya als Subjekt-Objekt-Verb Sprache (SOV). In einem unmarkierten Satz können das Subjekt und Objekt sowohl Nomen als auch Pronomen sein, während das Verb an finaler Stelle der Satzstruktur steht. Im Menya kann ein Satz ein bis zehn Satzglieder umfassen, wobei im Durchschnitt zwei bis vier Satzglieder üblich sind.
Das Subjekt in einem Satz im Menya trägt keine Kasusmarkierung, ist normalerweise die erste overte Nominalphrase und meistens auch der Agens des Satzes. Das Subjekt referiert in Person und Numerus mit einem Suffix am Verb des Satzes.
Das Objekt in einem Satz im Menya folgt dem Subjekt und trägt ebenfalls keine Kasusmarkierung. Handelt es sich um ein belebtes Objekt, d. h. es wäre potentiell mit dem Subjekt zu verwechseln, trägt es ein objektmarkierendes Klitikon =e. Das Objekt referiert in Person und Numerus mit einem Präfix am Verb des Satzes.

## Satztypen
Im Menya bestimmt ein Klitikon am letzten Wort des Satzes den Satztyp.
Übersicht der Klitika für Satztypen
| = i~=nji | Indikativ          |
| = ta     | Entscheidungsfrage |
| = wä     | Inhaltsfrage       |
| =ti      | Dubitativ          |

### Indikativ
Ein Indikativsatz wird enklitisch mit =i und fallender Intonation ausgedrückt.
| Menya                           |  |  | lqueqä                 | häwqä   | quäuqe   |
| Glossierungstranskription       |  |  | i=qu=e=qä              | häwqä   | quäuqä=i |
| Interlineare Morphemglossierung |  |  | jener=M=OJ=POSS        | Schwanz | lang=IND |
| Übersetzung                     |  |  | 'Der Schwanz ist lang' |         |          |

| OJ   | – | Objektmarkierendes Klitikon |
| POSS | – | Possessiv                   |
| IND  | – | Indikativ                   |

Als Besonderheit gilt, sollte das letzte Wort des Satzes einer anderen Wortklasse als Nomen, Adjektiven oder Verben angehören, wird das Klitikon =nji angehängt.
| Menya                           |  |  | Äkewi                            | yŋŋä                             | naqä                             | hmanji                           |
| Glossierungstranskritption      |  |  | äkewä=i                          | yŋŋä                             | naqä                             | hma=nji                          |
| Interlineare Morphemglossierung |  |  | Äkewä=DEF                        | Vogel                            | groß                             | nicht=IND                        |
| Übersetzung                     |  |  | 'Der Äkewä Vogel ist nicht groß' | 'Der Äkewä Vogel ist nicht groß' | 'Der Äkewä Vogel ist nicht groß' | 'Der Äkewä Vogel ist nicht groß' |

| DEF | – | Definit |

### Interrogativ
Im Menya wird Polarität (Ja/Nein) enklitisch mit =ta und einer steigenden Intonation ausgedrückt.
| Menya                           |  |  | "Matinaktanä?"        |
| Glossierungstranskription       |  |  | Matinä=k=ta=nä        |
| Interlineare Morphemglossierung |  |  | Matin=2S=POLQ=QT      |
| Übersetzung                     |  |  | ' "Bist du Martin?" ' |

| POLQ | – | Entscheidungsfrage |
| QT   | – | Anführungszeichen  |

Im Falle von Oder-Fragen werden beide Alternativen enklitisch markiert.
| Menya                           |  |  | Täqu                                   | tqä                                    | hiuveqäta                              | huiyiqueqäta                           |
| Glossierungstranskription       |  |  | tä=qu                                  | t=qä                                   | hiuveqä=ta                             | huiyi=qu=e=qä=ta                       |
| Interlineare Morphemglossierung |  |  | dieser=M                               | 2S=POSS                                | Hund=POLQ                              | anderer=M=OJ=POSS=POLQ                 |
| Übersetzung                     |  |  | 'Ist das dein Hund oder ein anderer? ' | 'Ist das dein Hund oder ein anderer? ' | 'Ist das dein Hund oder ein anderer? ' | 'Ist das dein Hund oder ein anderer? ' |

### Inhaltsfragen (W-Fragen)
Zum Ausdruck von Inhaltfragen wird im Menya das Fragewort enklitisch mit =wä markiert.
| Menya                           |  |  | Qe                              | äŋginyqäwä?                     |
| Glossierungstranskription       |  |  | qe                              | äŋgi=ŋqä=wä?                    |
| Interlineare Morphemglossierung |  |  | 2D                              | wo=GOAL=INFOQ                   |
| Übersetzung                     |  |  | 'Wo geht ihr beide (Dual) hin?' | 'Wo geht ihr beide (Dual) hin?' |

| D    | – | Dual         |
| INFQ | – | Inhaltsfrage |

### Dubitativer Modus
Beim dubitativen Modus handelt es sich um einen grammatischen Modus, der Hörensagen und Gerüchte ausdrückt. In diesem Fall wird im Menya das letzte Wort des Satzes enklitisch mit =ti markiert.
| Menya                           |  |  | Iqu                            | ämaqä                          | naqäquti                       |
| Glossierungstranskription       |  |  | i=qu                           | ämaqä                          | naqä=qu=ti                     |
| Interlineare Morphemglossierung |  |  | jene=M                         | Person                         | groß=M=DUBIT                   |
| Übersetzung                     |  |  | 'Er sei eine berühmte Person.' | 'Er sei eine berühmte Person.' | 'Er sei eine berühmte Person.' |

| DUBIT | – | Dubitativ |

### Allgemein
- Foley, William A.: The Papuan languages of New Guinea. Cambridge: Cambridge U. P 1986.

### Menya
- Whitehead, Carl R. (2004): A reference grammar of Menya, an Angan language of Papua New Guinea. Winnipeg, Manitoba: University of Manitoba